# Stanisław Olszewski (inżynier)

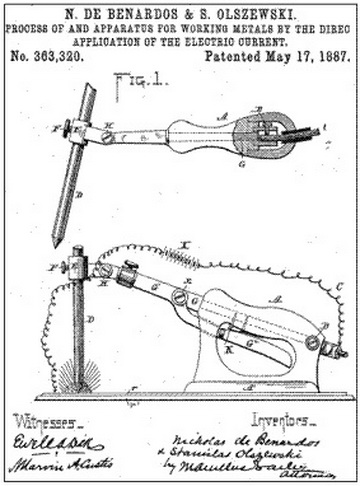
Amerykański patent z 1887 roku metody spawania łukowego wynalezionej przez Olszewskiego oraz Nikołaja Benardosa w 1885.

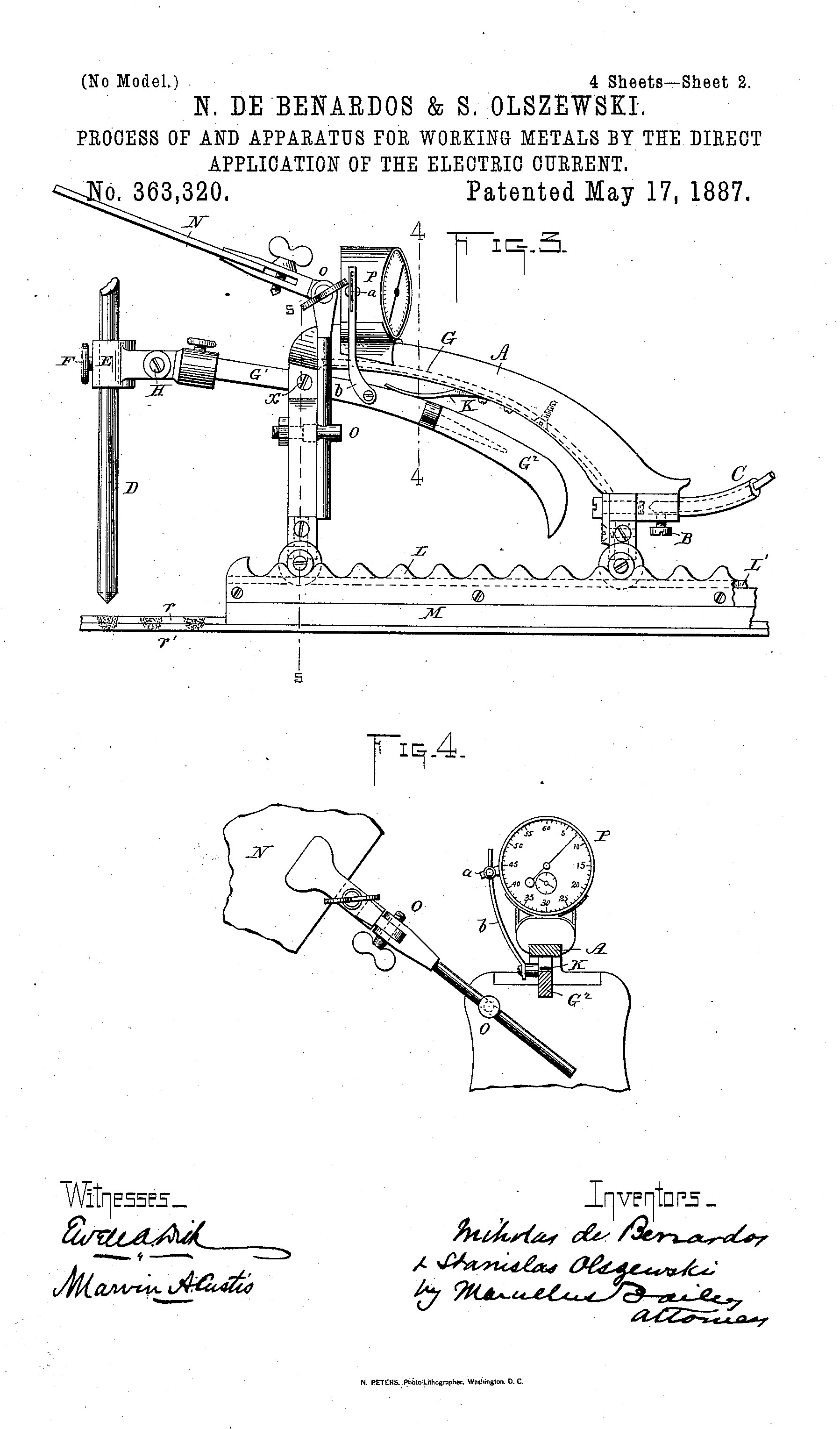
Amerykański patent z 1887 roku metody spawania Olszewskiego.

Stanisław Olszewski (ur. 6 stycznia 1852 w Warszawie, zm. 15 lipca 1898 w Giessen) – polski wynalazca, inżynier, pionier spawalnictwa, przedsiębiorca oraz filantrop. Najbardziej znany jako współtwórca metody spawania łukowego oraz zgrzewania oporowego. Był bardzo znaną osobą w przedwojennej Polsce jednak po II wojnie światowej został zupełnie zapomniany na wiele lat w PRL.

## Życiorys
Stanisław Olszewski pochodził z polskiej rodziny szlacheckiej herbu Kościesza i był synem Antoniego oraz Kamilli ze Starczewskich. Po ukończeniu szkoły średniej rozpoczął studia w Szkole Głównej Warszawskiej, która została zamknięta w listopadzie 1869 w ramach rosyjskich represji po powstaniu styczniowym. Żeby ukończyć naukę Olszewski przeniósł się do Liège w Belgii, gdzie został absolwentem Wydziału Technicznego miejscowego Uniwersytetu. Po uzyskaniu dyplomu inżyniera mechanika w sierpniu 1875 roku powrócił do Warszawy podejmując pracę w Towarzystwie Przemysłowym Zakładów Mechanicznych Spółki Akcyjnej Lilpop, Rau i Loewenstein.
Wkrótce Olszewski wyjechał do Petersburga gdzie objął stanowisko generalnego reprezentanta fabryki na całe terytorium Imperium Rosyjskiego. Tam pełnił również funkcję sekretarza generalnego trzech rosyjskich syndykatów: wagonowego, szynowego oraz akcesoriów kolejowych, a także założył własne projektowe biuro techniczne w tym mieście. W Petersburgu spędził większą część swojego życia. Był człowiekiem zamożnym i posiadał tam kilka nieruchomości znajdujących się w centrum miasta.
Zajmował się również działalnością filantropijną, dużą uwagę przykładając do kształcenia polskiej młodzieży w kierunku nauk technicznych. Był m.in. jednym ze sponsorów Gimnazjum Polskiego w Cieszynie. Zmarł 15 lipca w Giessen. Jego ciało zostało przetransportowane do Polski i po pogrzebie, który odbył się 21 lipca 1898 w kościele Przemienienia Pańskiego znajdującym się przy ul. Miodowej, pochowany został na cmentarzu Powązkowskim w Warszawie. Obecnie jest to kwatera 50-1-15/16 na tym cmentarzu.

## Patent na metodę spawania łukowego

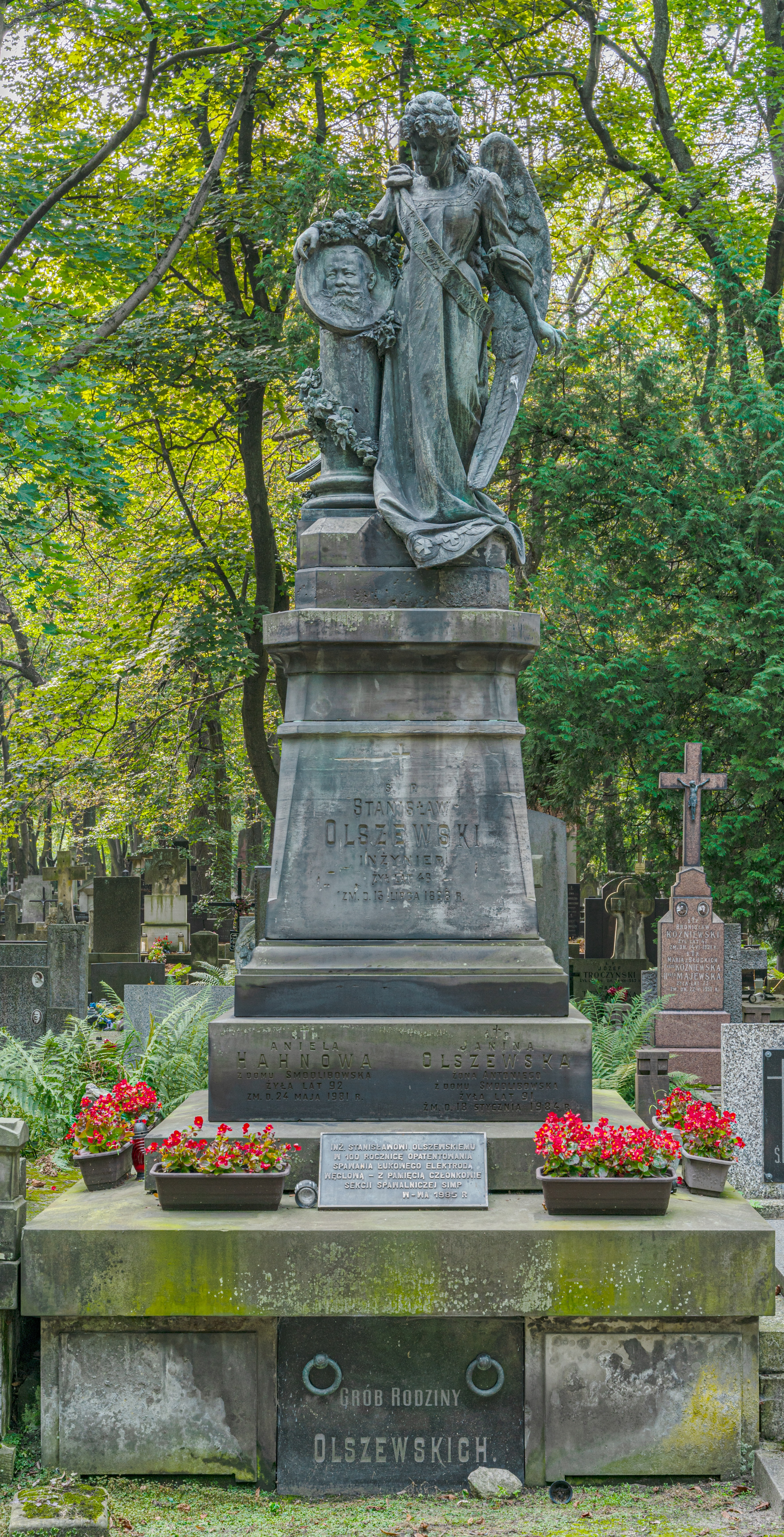
Grób Stanisława Olszewskiego na cmentarzu Powązkowskim

W 1885 razem z rosyjskim inżynierem greckiego pochodzenia Nikołajem Benardosem wynalazł nową elektryczną metodę spawalniczą nazwaną przez nich Elektrogefest. Jej nazwa pochodziła od połączenia dwóch słów - „elektryczność” oraz od imienia greckiego boga ognia „Hefajstosa”. Obaj inżynierowie zaprojektowali również wszystkie obecnie używane w procesie spawania elementy jak oryginalna spawarka transformatorowa, zasilana prądem zmiennym, elektroda umieszczona w uchwycie (wówczas nietopliwa, węglowa), zacisk masy oraz łączące całość kable. Proces oparty był na wykorzystaniu zjawiska łuku elektrycznego i dzięki prostocie użytkowania upowszechnił się na całym świecie. Pomimo wielu późniejszych innowacji zasady działania oraz układ poszczególnych elementów użytych w procesie pozostaje niezmienny do dziś.
Metoda ta została opatentowana w wielu krajach europejskich. Po raz pierwszy 10 października 1885 roku we Francji w dniu, który uznawany jest obecnie na całym świecie za datę narodzin nowoczesnego spawalnictwa. Tego samego roku wynalazcy opatentowali swoją metodę również w Belgii, Wielkiej Brytanii, Niemczech oraz Szwecji. Rok później została ona opatentowana w Rosji. Natomiast w 1887 roku w Hiszpanii, USA, Austro-Węgrzech oraz we Włoszech.
Do eksploatacji swojego wynalazku inżynierowie ci powołali również spółkę pod tą samą nazwą co metoda ich autorstwa. Obaj autorzy w międzynarodowych patentach wymieniani są jako współwynalazcy posiadający równą, 50% własność w korzyściach płynących z tej innowacji.

## Upamiętnienie
Pomimo swoich znaczących osiągnięć w skali światowej inżynier ten został kompletnie zapomniany w powojennej Polsce. Jego nazwisko nie zostało wymienione ani w „Polskim Słowniku Biograficznym”, ani w „Słowniku polskich pionierów techniki”, ani nawet w wydanej w 1979 roku obszernej „Encyklopedii odkryć i wynalazków”. Na zachodzie natomiast Olszewski często przedstawiany jest jako Rosjanin, ponieważ w czasach, kiedy żył oraz działał Polska znajdowała się pod zaborami, a sam wynalazca, ze względu na zamieszkanie w zaborze rosyjskim, posiadał obywatelstwo rosyjskie.
Przed 100-ną rocznicą wynalazku spawania łukowego sekcja spawalnicza Stowarzyszenia Mechaników i Inżynierów Polskich podjęła wysiłki w celu przywrócenia Polakom pamięci o sylwetce oraz osiągnięciach Stanisława Olszewskiego. W latach 80. przeprowadziła ona badania naukowe oraz poszukiwanie dokumentów patentowych na całym świecie. Dla upamiętnienia i uczczenia wynalazcy na rozszerzonym posiedzeniu Zarządu Głównego Sekcji Spawalniczej SIMP, która odbyła się w dniu 15 listopada w 1985 roku, podjęto decyzję o wybiciu okolicznościowego medalu z podobizną Stanisława Olszewskiego z okazji 100-lecia wynalazku metody spawania łukowego. We wrześniu 1987 roku medal ten wybity został przez Mennicę Państwową i od tego momentu pod nazwą Medal im. Stanisława Olszewskiego przyznawany jest w Polsce do dziś w uznaniu zasług najwybitniejszym spawalnikom. Do tej pory przyznano go już ponad dwustu osobom.
W 1985 roku w Londynie odbyła się również sesja historyczna z okazji 100 jubileuszu wynalezienia spawania łukowego, na której przedstawiciel redakcji „Przeglądu Spawalniczego” prof. Leszek Nekanda-Trepka wygłosił referat poświęcony polskiemu wynalazcy pt. „Stanisław Olszewski jako współwłaściciel patentów udzielonych Benadosowi i Olszewskiemu na proces spawania łukowego”. Referat został opublikowany drukiem. Organizatorzy zaprosili również żyjących członków rodziny inż. Olszewskiego, w tym jego wnuczkę Mary Grand.